# Utzberg
Utzberg is een plaats en voormalige gemeente in de Duitse deelstaat Thüringen, en maakt sinds 1 januari 2007 deel uit van de gemeente Nohra in het district Weimarer Land.